# Donji Karajzovci
Donji Karajzovci är ett samhälle i Bosnien och Hercegovina.   Det ligger i entiteten Republika Srpska, i den norra delen av landet, 150 km nordväst om huvudstaden Sarajevo. Donji Karajzovci ligger 97 meter över havet och antalet invånare är 582.
Terrängen runt Donji Karajzovci är mycket platt, och sluttar norrut.Närmaste större samhälle är Bosanska Gradiška, 14,7 km nordväst om Donji Karajzovci. 
Omgivningarna runt Donji Karajzovci är en mosaik av jordbruksmark och naturlig växtlighet. Runt Donji Karajzovci är det ganska tätbefolkat, med 67 invånare per kvadratkilometer.